# Socialiseringsnämnden
Socialiseringsnämnden var en statlig svensk utredning som verkade 1920-1936. Socialiseringsnämnden tillsattes 1920 av Regeringen Branting I och fick Rickard Sandler som ordförande och Nils Karleby som sekreterare.
Det ursprungliga syftet med nämnden var att utreda vilka svenska industrier och naturtillgångar som skulle socialiseras och hur detta skulle gå till. Regeringen Branting I avgick dock senare under 1920, och senare socialdemokratiska regeringar hade en lägre profil i socialiseringsfrågan.
Under sin långa verksamhet producerade nämnden en mängd betänkanden, men användes senare till stor del av socialdemokraternas partiledning som ett alibi för att inte omedelbart genomföra socialiseringsförslag som kom från partiets vänsterflygel.
År 1935 skingrades Socialiseringsnämnden och Sandler skrev därefter på egen hand nämndens "utkast till principbetänkande", som utkom i två volymer 1935-1936. Hans betänkande kom fram till att det inte gick att rekommendera någon formel för socialisering och efter 16 års utredningsverksamhet uppställde Socialiseringsnämnden "för sin del icke något socialiseringssystem". Nämndens sista skrifter utkom 1936.